# Батіда з Лампсака
Батіда з міста Лампсак була сестрою Метродора, найближчого з учнів Епікура. Разом із братом вона вступила до створеної Епікуром школи, після його поспішного від'їзду з Мітилени. Через якийсь час вона вийшла заміж відомого епікурейця Ідоменея. Очевидно, що як мешканка Лампсака, вона мала тісні зв'язки також із Поліеном та Колотом.
Наші відомості про неї надзвичайно мізерні. Ми знаємо, що коли її син помер, Метродор написав їй втішного листа, кажучи в ньому, що «Будь-яке благо смертних смертне!», і що «в печалі є якась пов'язана з нею насолода; от її й треба ловити у такий час». Епікур, зі свого боку, написав листа Батіді, повідомляючи вже про смерть Метродора в 277 р. до н. е.
Серед різних фрагментів листів, виявлених між папірусів у Геркуланумі, деякі, можливо, були написані Батідою.